# Аномальна спека у світі (2023)
Аномальна спека у світі 2023 року — аномально спекотна погода, що спостерігається у 2023 році в низці регіонів світу. 4 липня 2023 року була зафіксована найвища з початку спостережень (1979) середня температура поверхні Землі — 17,18 °C. 6 липня 2023 року було зафіксовано новий рекорд із температурою 17,23 °C[⇨].

### Березень
5 березня 2023 року середня температура північної частини Атлантичного океану склала 19,9 °C, перевищивши рекорд для цього дня, встановлений у 2020 році, на 0,1 °C. Наступні три місяці вона залишалася значно вищою за норму, 11 червня вона вже на 0,5 °C перевищила рекордне значення, склавши 22,7 °C.

### Квітень

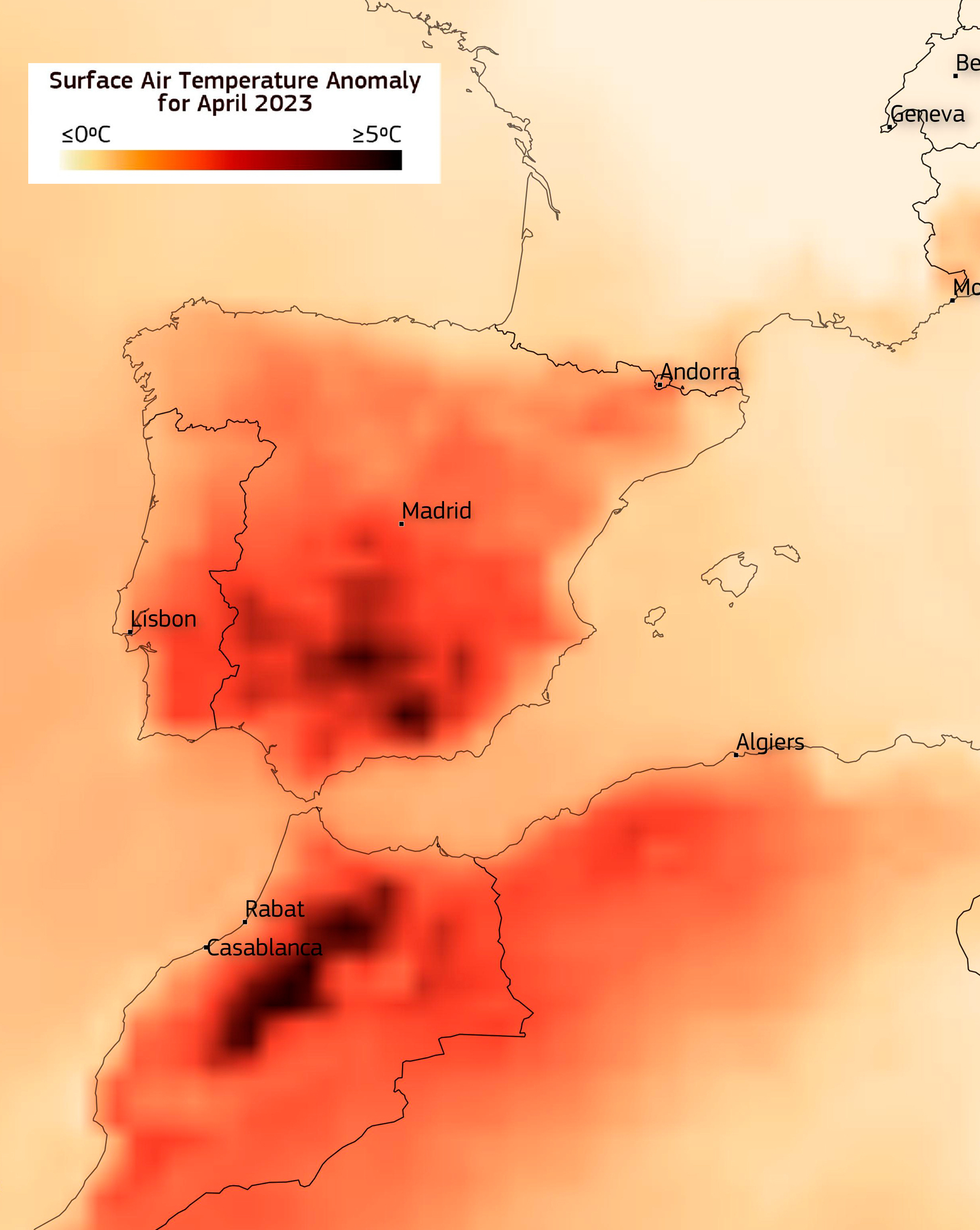
Відхилення температури у квітні 2023 року

Триденна хвиля тепла, що зародилася в Північній Африці, у період з 26 по 28 квітня викликала аномально високі температури у західному Середземномор'ї. Зокрема, у деяких регіонах Марокко та Алжиру температура місцями перевищувала 40 °C, метеостанція аеропорту Кордови зафіксувала температуру 38,8°C. 26 квітня супутник Sentinel-2 зняв перший випадок повного пересихання озера Фуенте-де-П'єдра.
Також аномально спекотна погода спостерігалася в ряді країн Азії, зокрема в Бангладеш, Індії, Китаї, Лаосі та Таїланді. 15 квітня було зафіксовано рекордну температуру для всього Таїланду — 45,4 °C. Від аномальної спеки в країні у квітні загинуло принаймні 44 людини. Також у цей день було зафіксовано рекордну температуру для столиці Бангладеш — 40,6 °C. Рекордні значення спостерігалися і в низці міст Лаосу, включаючи столицю, а також в Індії.

### Травень
У травні аномальна спека спостерігалася в західній частині Північної Америки, хоча й поступалася аналогічному феномену 2021 року. Високі температури викликали лісові пожежі в канадській провінції Альберта, до 20 травня вигоріло 842 тис. гектарів лісу. У США в ряді міст штатів Вашингтон та Орегон були побиті температурні рекорди (вище 30 °C).

### Червень
Хвиля спеки в Ізраїлі на початку червня з температурами від 35 °C в Єрусалимі до 45 °C у долині річки Йордан у поєднанні з сильними вітрами призвела до сотень пожеж (перекриття доріг, евакуація людей) та перебоїв з електропостачанням. Пожежники швидко діяли, щоб приборкати лісові пожежі.
На початку червня в Пуерто-Рико та Карибському басейні сильна спека, яка принесла рекордно високий рівень у Сан-Хуан, а в одному місті температура досягла 52 °C. В результаті аномальної спеки, яка досягала 49—50 °C унаслідок цілої серії хвиль тепла, в мексиканському штаті Сонора з 12 по 25 червня загинуло понад 100 людей.
Загалом червень 2023 року став найспекотнішим за всю історію спостережень, найбільші перевищення температур були у північно-західній частині Європи, у Північній Америці, у низці країн Азії та на сході Австралії. У Сибіру температура досягала 38 °C, перевищуючи норму на 15°C. При цьому в деяких регіонах, наприклад на заході Росії, червень був прохолодніший за звичайний.

### Липень
З 3 липня 2023 року реєструвалися рекордні значення середньої температури повітря на висоті 2 м над рівнем поверхні Землі, розраховані системою Climate Reanalyzer на основі даних метеосупутників та комп'ютерного моделювання клімату. 6 липня була отримана температура 17,23 °C, що на пів градуса перевищило колишній максимум для цього дня, що спостерігався в 2016 році, і на 1,02 °C вище середньостатистичного значення. Наступного дня (7 липня) всесвітня метеорологічна організація зафіксувала новий температурний рекорд у 17,24 °C. Середня глобальна температура була на 0,3 °C вища за рекорд 16 серпня 2016 року та на 0,23 °C за 4 липня 2023 року, повідомила Міністерство захисту довкілля та природних ресурсів.
Серед причин високих значень називають феномен Ель-Ніньйо, порівняно м'яку зиму в деяких регіонах Антарктиди, сильну спеку в багатьох провінціях Китаю та на півдні США.

### Серпень
У серпні 2023 року спека обрушилася на Південну Америку, що призвело до підвищення температури в багатьох регіонах вище 5 °C у середині зими. У деяких місцевостях встановлюють рекорди температури за весь час спостережень.